# Andrewsarchus
Andrewsarchus mongoliensis je vyhynulý druh pravěkého savce, žijícího přibližně před 40 miliony lety (období svrchního eocénu) v oblasti dnešního Mongolska. Jméno získal tento tvor po veliteli výpravy a paleontologovi Royi C. Andrewsovi (1881 – 1930). V překladu jméno Andrewsarchus znamená „Andrewsův vůdce“.

## Zařazení
Andrewsarchus byl dříve řazen mezi mesonychidy, primitivní vymřelou skupinu kopytníků. Dle posledních výzkumů byl však přesunut do skupiny sudokopytníků zvanou Cetancodonta, která dnes zahrnuje např. hrochy a kytovce. 

## Vzhled
Vše, co o tomto obrovitém predátorovi dnes víme, pochází z jediné, téměř 1 m dlouhé lebky a několika fragmentům dentice (objevených asijskou expedicí v r. 1923; nyní uložených v Americkém muzeu přírodní historie v New Yorku). Díky svým 4 m délky a 2 m v lopatkách (odhad na základě podobnosti s příbuzným druhem Mesonyx) byl dlouho považován za největšího dravého suchozemského savce, ačkoli toto tvrzení není, převážně kvůli neúplnosti kosterních pozůstatků, zcela prokazatelné. 
Ačkoli lebka připomíná psovitou šelmu, na základě podobnosti s jinými vymřelými příbuznými panuje předpoklad, že se namísto drápů na jeho robustních končetinách nacházela jednoduchá kopýtka.  Čerstvější studie navíc tělesnou stavbu Andrewsarcha spíše připodobňují k fylogeneticky příbuzným entelodonům.

## V populární kultuře
Andrewsarchus byl k vidění například v britském TV seriálu Putování s pravěkými zvířaty.